# Kristallzwilling

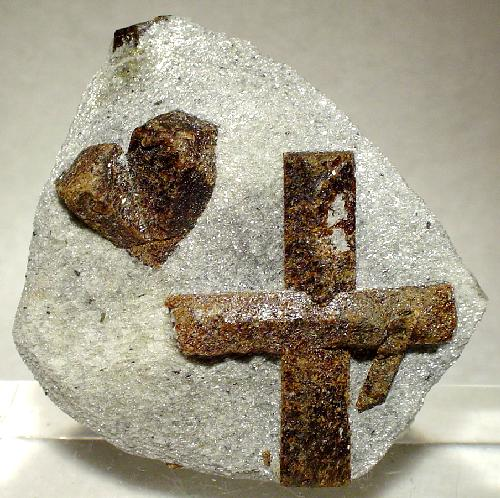
Berührungs- und Durchwachsungszwilling beim Staurolith (Größe: 5,7 cm × 5,3 cm × 2,1 cm)

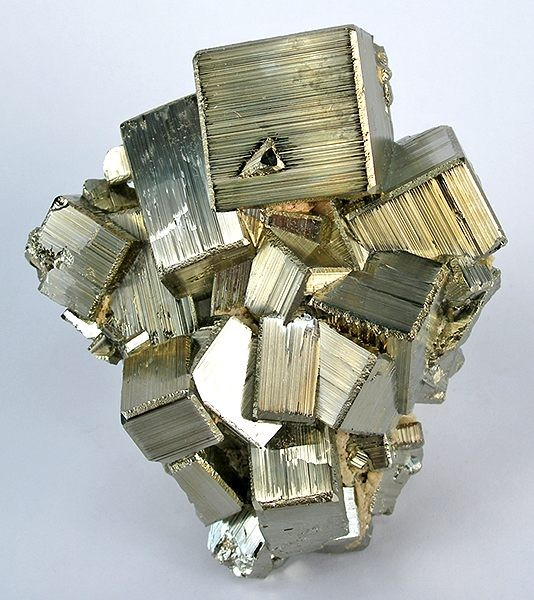
Komplexe Pyrit-Verzwillingung, bestehend aus Durchdringungszwillingen und lamellaren Berührungszwillingen (sichtbar anhand der gestreiften Flächen)

Kristallzwilling ist ein Begriff aus der Kristallographie und beschreibt mindestens zwei oder mehr miteinander gesetzmäßig verwachsene Kristalle mit der gleichen chemischen Zusammensetzung und Kristallstruktur.
Durch Zwillings- oder Mehrlingsbildung weisen Kristallzwillinge oder -mehrlinge zusätzliche Symmetrie-Elemente auf, die in der Raumgruppe von unverzwillingten Einkristallen nicht auftreten und damit zu einer Erhöhung der Symmetrie führen. Bei den zusätzlichen Symmetrie-Elementen kann es sich um eine Spiegelebene (Zwillingsebene) oder eine Drehachse (Zwillingsachse oder Drillingsachse) handeln. Bei azentrischen Kristallen kann auch ein Inversionszentrum durch Punktspiegelung entstehen. In seiner Lage zu den beiden Kristallindividuen gehorcht das zusätzliche Symmetrie-Element dem Rationalitätsgesetz.
Sind mehr als zwei Individuen an der Zwillingsbildung beteiligt, spricht man auch von Drillingen, Vierlingen oder Viellingen und bei sich wiederholender Zwillingsbildung entstehen Wiederholungsviellinge bzw. polysynthetische Zwillinge.
Während unverzwillingte Kristalle stets konvexe Polyeder bilden, können Kristallzwillinge, mit Ausnahme der Inversionszwillinge, oft leicht an den einspringenden Winkeln erkannt werden.

## Zwillingsbildung und Formen

### Nach der Art der Verwachsung
Nach der Art der Verwachsung lassen sich drei mögliche Zwillingsbildungen unterscheiden:
1. Bei Kontakt- bzw. Berührungszwillingen sind die beiden Individuen an der Verwachsungsebene spiegelbildlich aneinandergefügt. Oft entstehen dabei typische Kristallformen wie der bekannte „Schwalbenschwanz“ beim Gips, der herzförmige Quarzzwilling nach dem „Japanergesetz“ oder die knieförmigen Zwillinge des Rutils.
2. Bei Penetrations- bzw. Durchdringungszwillingen kreuzen sich die Achsen der Individuen, wobei an den Körpern je nach Durchdringungswinkel mehr oder weniger unregelmäßige Grenzflächen entstehen. Bekannt sind Durchdringungszwillinge vor allem beim Fluorit, Galenit, Pyrit, Sphalerit und Staurolith.
Durch zentrosymmetrische Durchdringung entstehen Sonderformen wie z. B. das Staurolithkreuz oder das „Eiserne Kreuz“ beim Pyrit. Bei azentrischen Durchdringungszwillingen sind die Mitten der beiden Individuen gegeneinander verschoben. Bekannte Vertreter sind die „Karlsbader Zwillinge“ des Orthoklas.
3. Rotationszwillinge bzw. zyklische Zwillinge entstehen durch Verwachsung von drei oder mehr Individuen, die um eine gemeinsame Drehachse herum angeordnet sind. Bekannte Vertreter dieser Zwillingsart sind unter anderem Chrysoberyll- und Aragonit-Drillinge, Adular-Vierlinge sowie ringförmige Rutilmehrlinge, die aus acht Individuen zusammengesetzt sind (Rutilachtlinge).

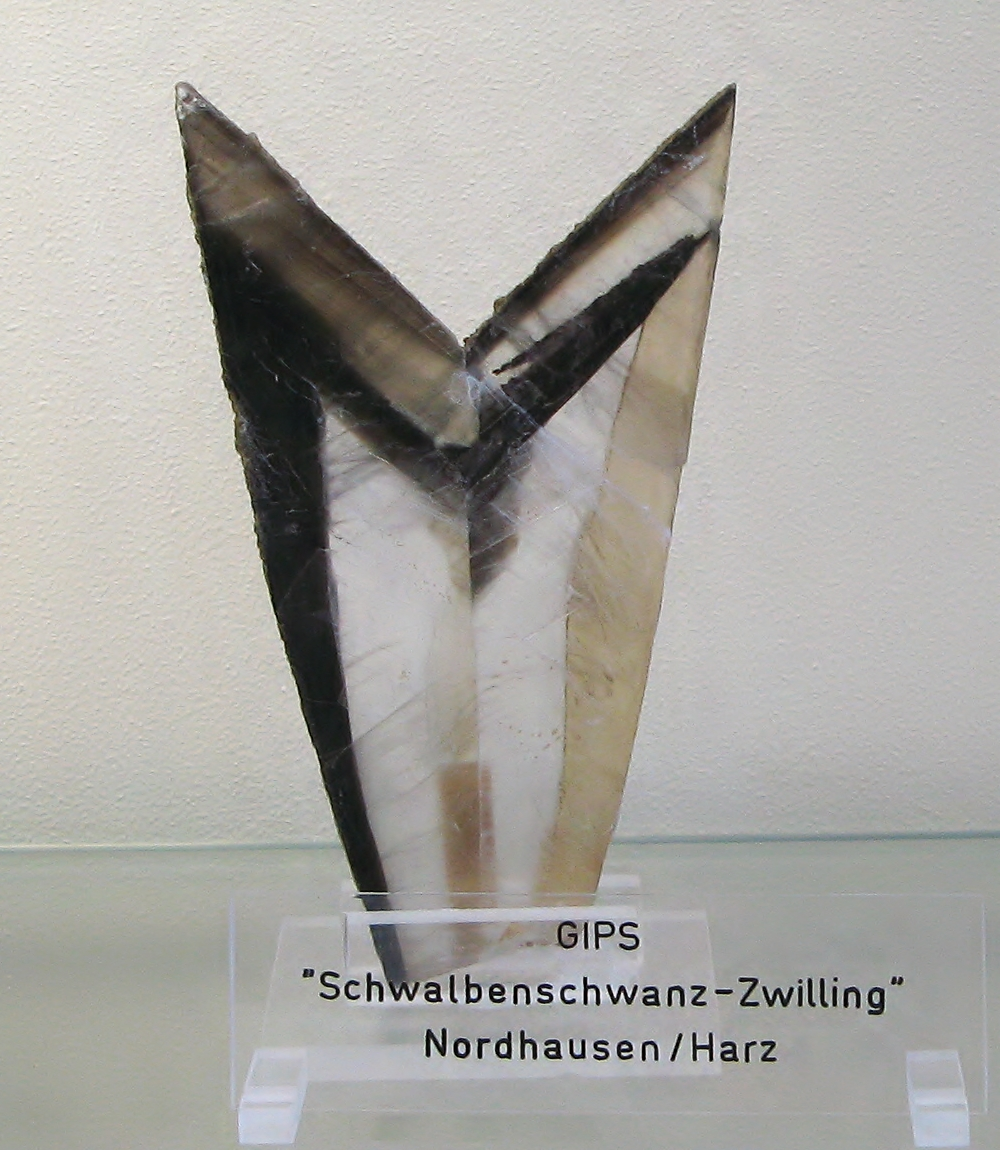
„Schwalbenschwanz“-Zwilling beim Gips
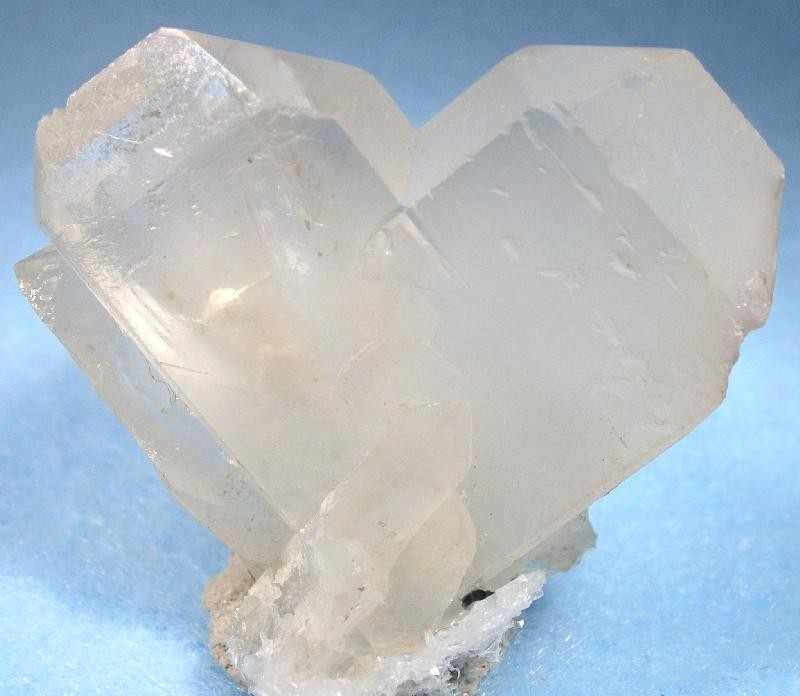
„Japaner-Zwilling“ beim Quarz
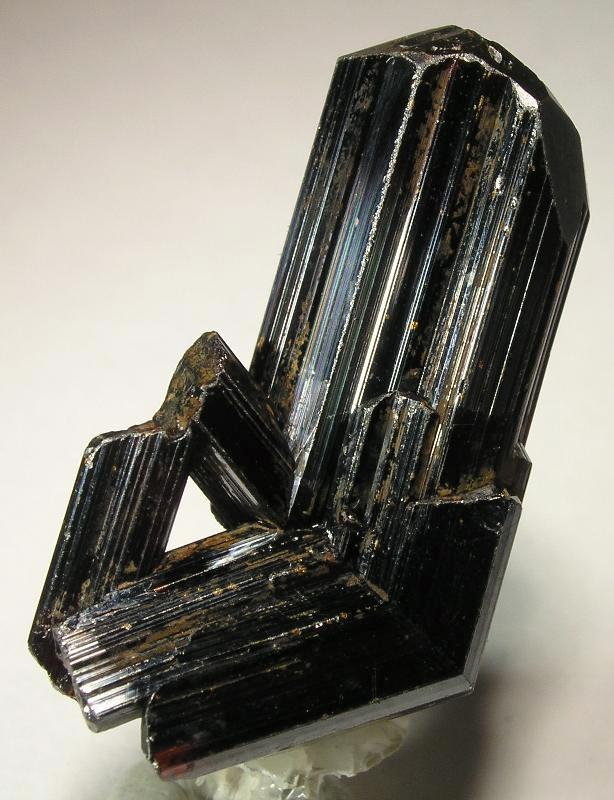
Knieförmiger Rutilzwilling
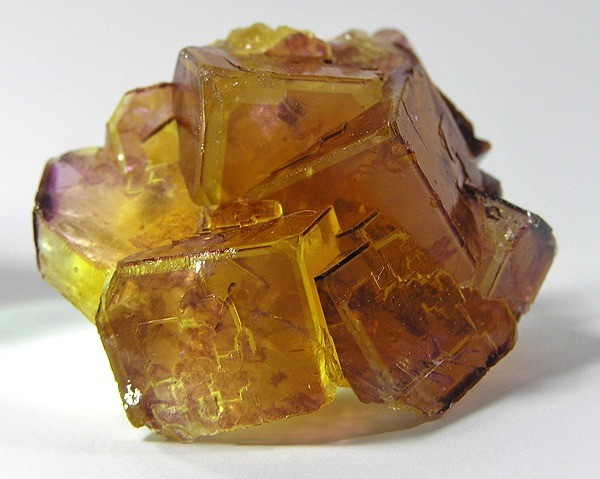
Durchdringungsmehrling beim Fluorit
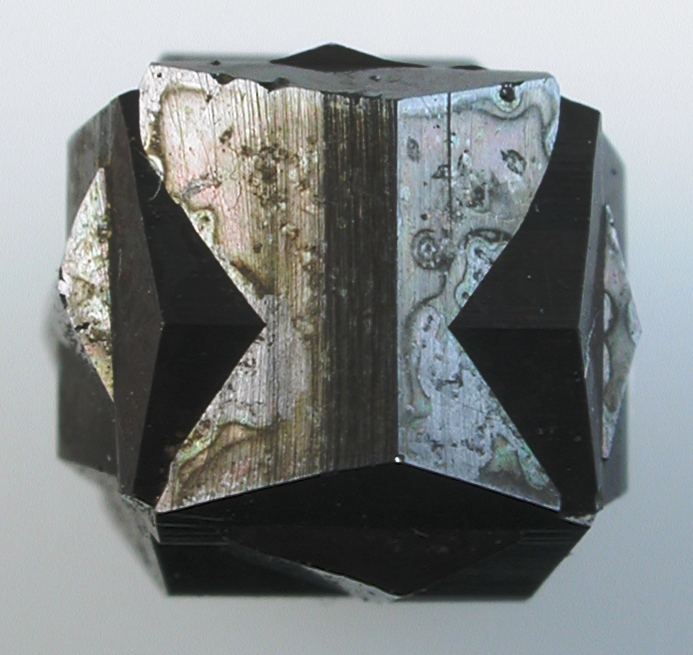
„Eisernes Kreuz“ beim Pyrit
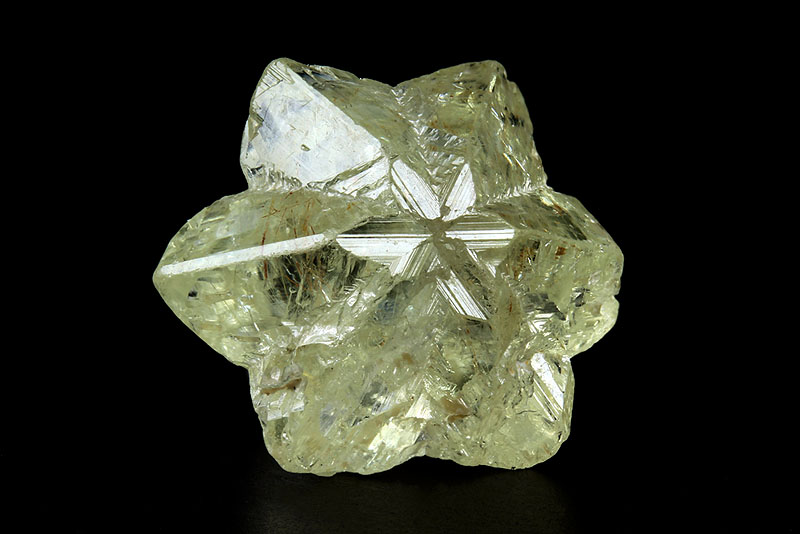
Chrysoberyll-Rotationszwilling

Kristallzwillinge, die eine höhere Symmetrie vortäuschen, als sie der Kristallstruktur des einzelnen Kristalls entspricht, bezeichnet man auch als Ergänzungszwillinge oder Mimetische Zwillinge. Vertreter dieser Art sind überwiegend unter den Berührungszwillingen und Rotationsmehrlingen zu finden.

### Nach der Art der Entstehung
Je nach Art der Bildungsbedingungen lassen sich ebenfalls verschiedene Kristallzwillinge unterscheiden:
1. Bei Wachstumszwillingen wird die Art der Zwillingsbildung bereits durch den Kristallisationskeim festgelegt.
2. Gleitzwillinge bzw. Druckzwillinge entstehen durch mechanische Verformung unter anderem dadurch, dass der Druck in Richtung einer Gleitebene des atomaren Gitters ausgeübt wird. Auf diese Weise lässt sich z. B. aus einem einzelnen, lamellenfreien Calcit-Rhomboeder ein Schwalbenschwanz-Zwilling erzeugen, indem man vorsichtig mit einer Schneide auf die stumpfe Kante des Rhomboeders drückt.
3. Umwandlungszwillinge bilden sich bei polymorphen Substanzen, die während der Kristallisation und beim nachfolgenden Abkühlen verschiedene Kristallsysteme durchlaufen. Während der Umwandlung können einzelne Gleitebenen an einer Grenzfläche umklappen und es entstehen lamellare Berührungszwillinge, bei wiederholtem Umklappen des Gitters auch polysynthetische Zwillinge.

## Analyse und Klassifizierung
Für die Analyse von Kristallzwillingen ist das Konzept der Punktgruppen sehr hilfreich. Bei der Beschreibung der jeweiligen Zwillingsgesetze werden die Symmetrie-Elemente durch Millersche Indizes ausgedrückt.
Nach den Regeln von François Ernest Mallard täuscht die Zwillingssymmetrie eine höhere Symmetrie vor, als es der tatsächlichen Kristallstruktur entspricht, weshalb man auch vom Zwillingsgitter im Gegensatz zum tatsächlichen Kristallgitter spricht. Das tatsächliche Kristallgitter findet man durch Weglassen von Symmetrieelementen des Zwillingsgitters. Das Kristallgitter ist also eine Untergruppe der Punktgruppe des Zwillingsgitters.
Gehören Zwillingsgitter und Kristallgitter zur selben Lauegruppe, so spricht man von einem meroedrischen Kristallzwilling. In allen anderen Fällen handelt es sich um nichtmeroedrische Kristallzwillinge. Im triklinen, monoklinen und orthorhombischen Kristallsystem sind meroedrische Kristallzwillinge immer Inversionszwillinge.
Klassifiziert werden Kristallzwillinge meist nach den von Georges Friedel 1926 eingeführten Regeln, die die Zwillinge anhand der beiden Kriterien Meroedrie und Schiefe vier verschiedenen Gruppen zuordnet:
| Überlappung der Gitter der Zwillingskristalle | exakt                | ungefähr                         |
| --------------------------------------------- | -------------------- | -------------------------------- |
| komplett                                      | Meroedrie            | Pseudomeroedrie (Mallard-Gesetz) |
| teilweise                                     | reticulare Meroedrie | reticulare Pseudomeroedrie       |

## Zwillingsgesetze

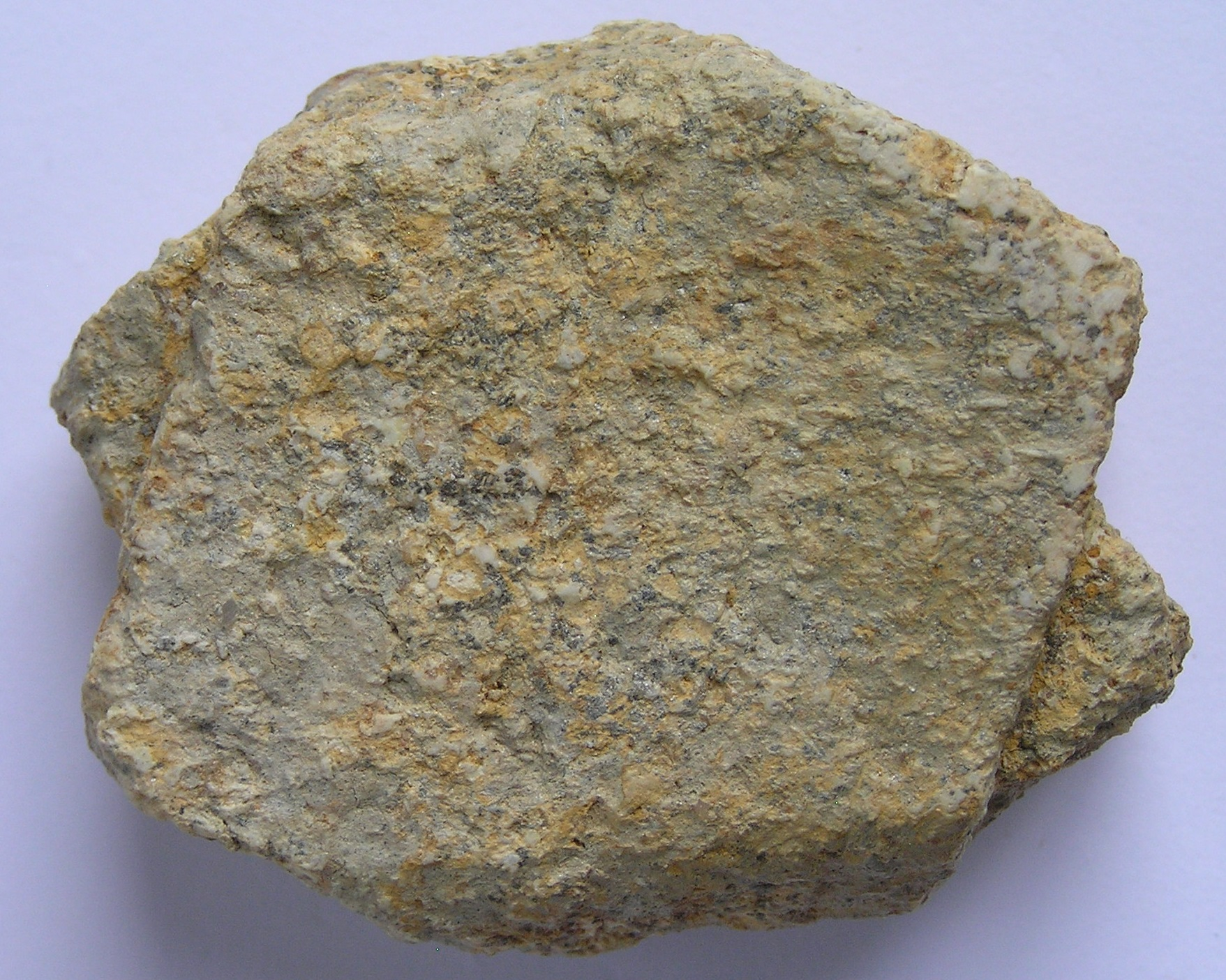
Karlsbader Zwilling (Orthoklas) aus dem Granit von Karlsbad (Typlokalität)

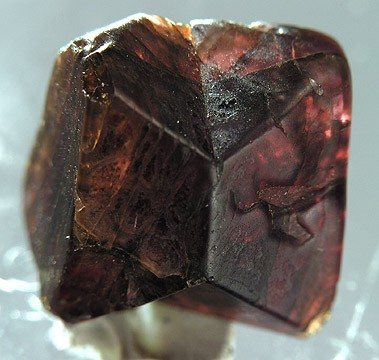
Nach dem „Spinellgesetz“ verzwillingter Spinell

Zwillingsgesetze, das heißt die Gesetzmäßigkeiten, nach denen zwei Individuen zueinander orientiert sein können, sind sehr vielfältig und werden meist durch besondere Namen gekennzeichnet. Benannt werden die Zwillingsgesetze überwiegend nach der Mineralart, für die dieses Zwillingsgesetz charakteristisch ist, oder nach dem Ort, an dem erstmals ein entsprechender Kristallzwilling aufgefunden wurde:
- Albit- und Periklin-Gesetz
- Zwillingsgesetze beim Orthoklas: Bavenoer Gesetz, Karlsbader Gesetz, Manebacher Gesetz
- Pyritgesetz
- Zwillingsgesetze beim Quarz: Belodwa-Beacon-Zwilling, Brasilianer Zwilling, Cornish-Zwilling, Dauphinée-Zwilling (auch Alpines oder Schweizer Gesetz), Esterel-Zwilling, Japaner Zwilling, Liebisch-Zwilling, Pierre-Levee-Zwilling, Sardinien-Zwilling, Wheal-Coats-Zwilling
- Rutilgesetz
- Spinellgesetz.